# Tipula (Acutipula) levicula
Tipula (Acutipula) levicula is een tweevleugelige uit de familie langpootmuggen (Tipulidae). De soort komt voor in het Afrotropisch gebied.